# James B. Francis
James Bicheno Francis (Southleigh, Devon, Inglaterra, 18 de mayo de 1815 - Lowell, Massachusetts, Estados Unidos, 18 de septiembre de 1892) fue un ingeniero hidráulico británico-norteamericano  inventor de la turbina hidráulica que lleva su nombre (una combinación de turbinas de flujo radial y axial) que se utiliza para instalaciones de baja presión.

## Biografía

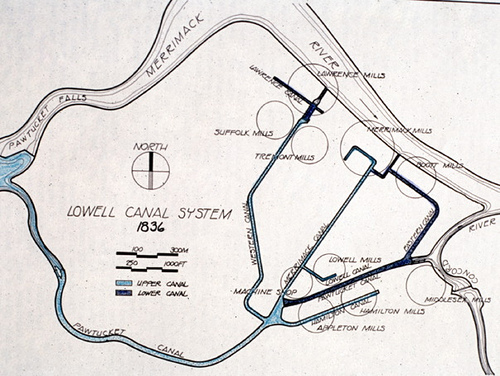
El sistema de canales de Lowell tal como se presentó cuando Francis se unió a The Proprietors of Locks and Canals on the Merrimack River en 1836

En 1833, Francis fue a los Estados Unidos y fue contratado por el ingeniero George Washington Whistler para ayudar a construir el ferrocarril de Stonington (Connecticut). En Lowell se unió a la compañía The Proprietors of Locks and Canals on the Merrimack River como delineante y, bien pronto, el 1837, con solo 22 años, se convirtió en jefe de máquinas de la empresa. Aquel mismo año, James se casó en Lowell, con Sarah W. Brownell  el 12 de julio de 1837.
Como gerente y jefe de máquinas, Francis fue responsable de la construcción del Canal del norte y el alimentador de la calle Moody. Estos dos canales, construidos a finales de 1840 y principios de 1850, completaron el largo sistema de 5,6 millas de los canales de Lowell , y consiguieron un gran aumento de su potencia industrial con los complejos de molinos de una de las ciudades industriales más prósperas.
Los principales resultados del trabajo llevado a cabo por Francis en hidráulica se publicaron en un libro el 1855, el cual volvió a publicarse en 1868 y en 1883. Este trabajo se convirtió en una autoridad reconocida entre los ingenieros hidráulicos, tanto en América como Europa. Francis puede ser considerado uno de los fundadores de una nueva escuela en hidráulica gracias a su enfoque experimental. Todavía hoy en día las turbinas de Francis se utilizan para generadores hidráulicos.